# 20405 Barryburke
20405 Barryburke (1998 QP6) là một tiểu hành tinh vành đai chính được phát hiện ngày 24 tháng 8 năm 1998 bởi Khảo sát tiểu hành tinh OCA-DLR ở Caussols.